# François Vermare
Pour les articles homonymes, voir Vermare.
François Vermare est un homme politique français né le 2 juin 1866 à Châtillon-d'Azergues (Rhône) et décédé le 4 décembre 1944 à Saint-Genis-Laval (Rhône).
Fils d'ouvriers tisseurs de soie, il est directeur d'école primaire, et préside, en 1920, le groupement départemental de l'enseignement laïque du Rhône. Conseiller général en 1907, il est adjoint au maire d'Oullins. Il est député du Rhône de 1924 à 1928, siégeant au groupe radical.

## Source
- « François Vermare », dans le Dictionnaire des parlementaires français (1889-1940), sous la direction de Jean Jolly, PUF, 1960 [détail de l’édition]